# Dente de dragão

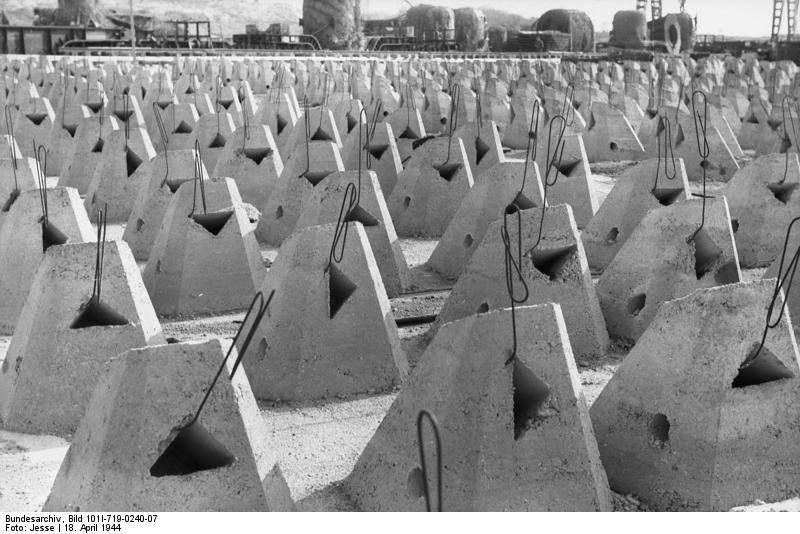
Barreira de dentes de dragão da Muralha do Atlântico.

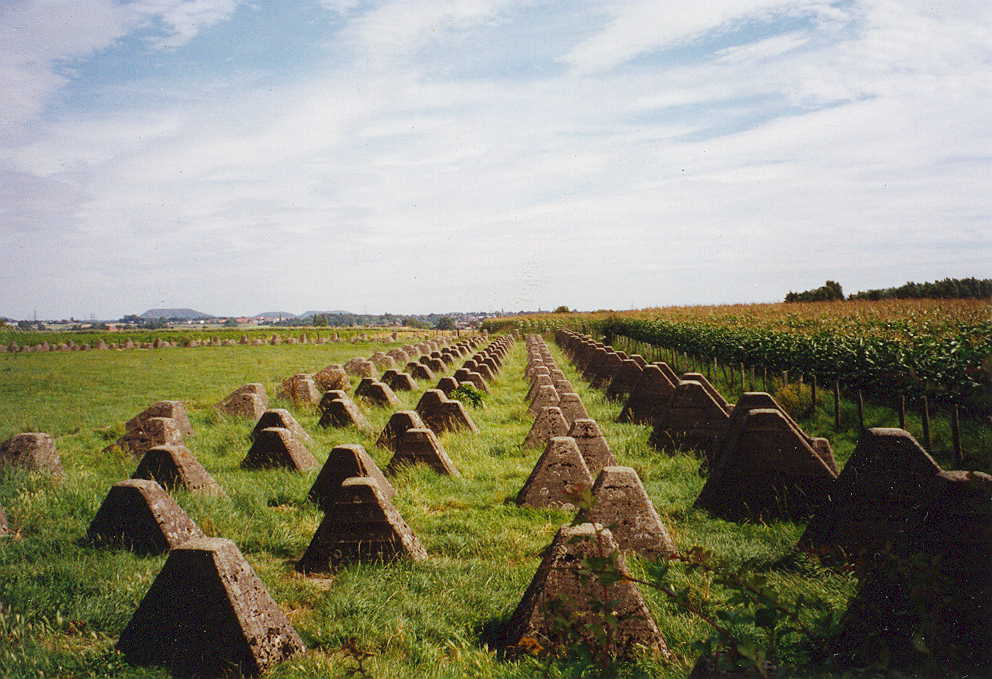
Barreira de dentes de dragão da Linha Siegfried.

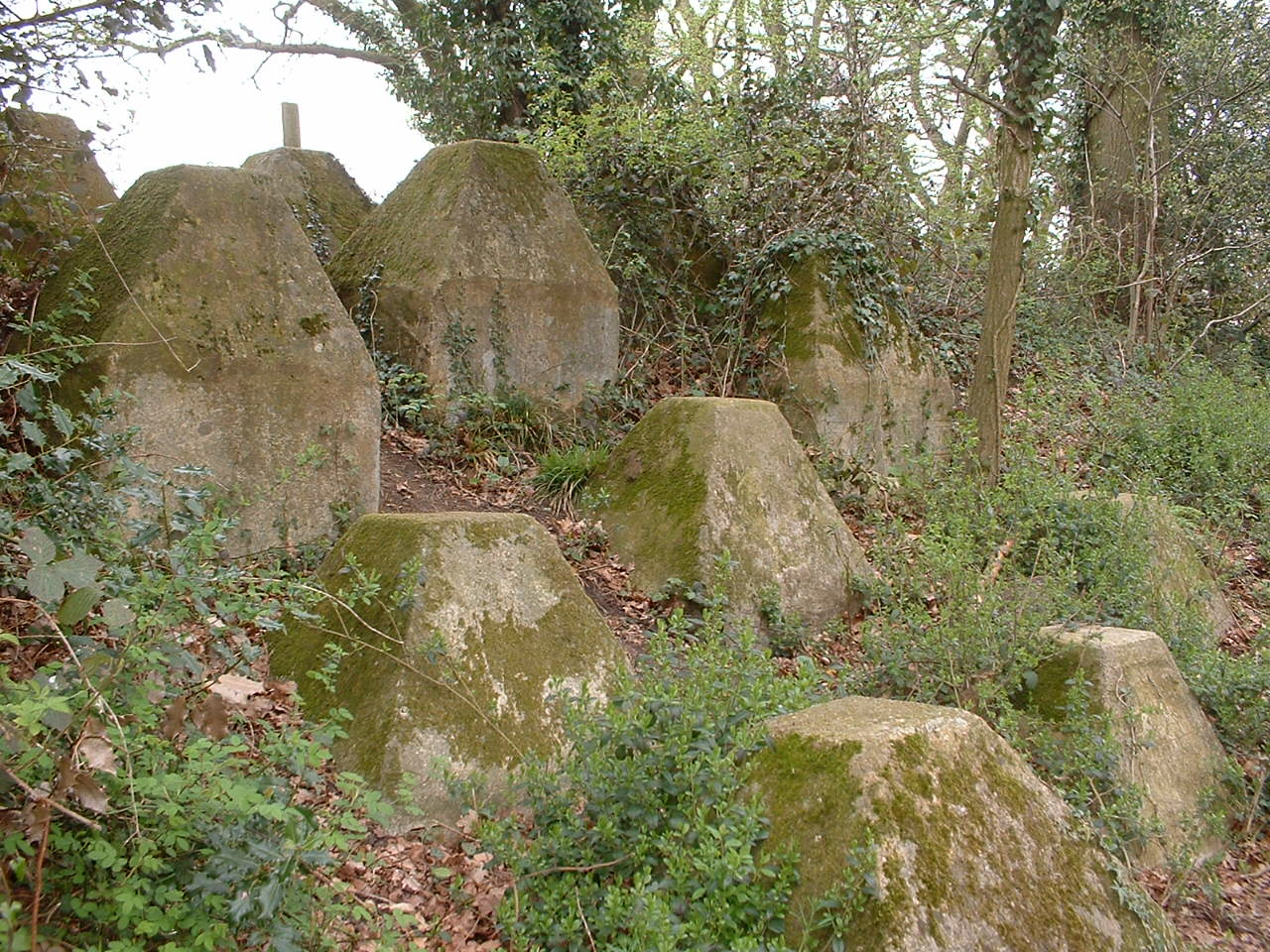
Dentes de dragão das defesas britânicas anti-invasão.

Dente de dragão - tradução literal do alemão Drachenzähne - é cada um dos componentes de formato piramidal de uma obra de fortificação, desenvolvida durante a Segunda Guerra Mundial, para impedir o progresso de forças mecanizadas. Os dentes de dragão foram usados, extensivamente, pelo Império Alemão na Linha Siegfried, e a França usa-os na Linha Maginot, e a Suíça nas sua "Barragens".

## Uso durante a Segunda Guerra Mundial
Durante a Segunda Guerra Mundial, os Alemães desenvolveram um tipo de obra de fortificação anticarro, composta por séries de elementos piramidais de betão (concreto) reforçado, aos quais chamaram "Drachenzähne" (literalmente: "dentes de dragão"). O objetivo dos dentes de dragão era o de atrasar e canalizar os carros de combate para "zonas da morte" onde poderiam ser facilmente destruídos por armas anticarro. Na prática, porém, o emprego de tropas de engenharia e de veículos especializados de desobstrução, permitiu que fossem ultrapassados com relativa facilidade, demonstrando ser um obstáculo mais fraco do que o esperado.
Os dentes de dragão foram usados, extensivamente, por ambos os contendores no Teatro de Operações Europeu. Os Alemães usaram-nos extensivamente na Linha Siegfried e na Muralha do Atlântico. Tipicamente, cada dente de dragão tinha uma altura de entre 90 cm e 120 cm, dependedo do modelo. Minas terrestres eram, frequentemente, colocadas entre os diversos dentes e obstáculos adicionais eram construídos ao longo das linhas de dentes, nomeadamente o arame farpado como obstáculo contra infantaria e barras diagonais de aço como obstáculo adicional anticarro.
Os Franceses também empregaram dentes de dragão na Linha Maginot, bem como muitos foram colocados no Reino Unido em 1940 e 1941, como parte das medidas contra uma possível invasão alemã.
Devido ao elevado número de dentes de dragão colocados e à sua construção duradora, ainda podem ser visto milhares deles, hoje em dia, especialmente nos restos das linhas Siegfried e Maginot.

## Suíça

### Origem
A modéstia das instalações militares de defesa edificadas nesta cantão, durante a Segunda Guerra Mundial, distingue Genebra do resto da Suíça e isso devido à sua particularidade geográfica de um cantão indefendável' pois delimitado a 98% por uma fronteira com a França, ocupada desde 1940, na sua metade norte, pelas tropas alemãs. Dezasseis fortins formam a "linha de Versoix", que é o seu único dispositivo, pelo que Genebra em termo militar é uma cidade aberta.
De qualquer maneira, cercada até 1815 por três potências estrangeiras, a França, a  Sabóia e a Confederação suíça - de que não fazia parte - sem relevos naturais para a proteger, a cidade de Calvino edificou uma cintura de fortificações que toma uma importância marcada no século XVIII 

### Promenthouse
Um grupo de antigos oficiais procurava um local de encontro, mas rapidamente notaram  a necessidade de fazerem algo de durável. Foi assim que apareceu a em francês:  Association de la Ligne fortifiée de la Promenthouse cuja finalidade era:
- a restauração a fortificação da Villa Rose e o seu re-equipamento com as armas da época;
- a construção do caminho dos toblerones em francês:  sentier des toblerones com as passarelas a ligaram os obras fortificadas da linha, e depois a sua extensão em direcção do Norte até ao "Parque jurassiano vaudois", em La Dunanche, e a Sul pelo golfo da Praia de Promenthoux, o Castelo de Prangins e a Estação de  Nyon (20 km) [2].

### Dispositivos
Três dispositivos merecem ser assinalados destas linhas fortificadas (barragens) como:
- a "Brigada fronteira 1" desde a frontière, de Vallorbe no Distrito do Jura-Nord vaudois, a Sainte-Croix (Vaud), e depois pelos tergo do Jura, de Marchairuz a Mollendruz, e enfim seguindo os cursos de água que modelam a região, Promenthouse e Aubonne.
- a "Brigada montanha 10" com o seu posto avançado que é Castelo de Chillon, para defender a estrada do Valais.
- o sector da 1ra Divisão, cobrindo as linhas de abastecimento em direcção de Friburgo, que passa por  Pillon e Les Mosses [3]

### Barragem Promenthouse
A linha fortificada da Promenthouse, a Barragem Promenthouse, é hoje famosa graças ao caminho dos toblerones em francês:  sentier des toblerones - devido à semelhança dos dentes com o chocolate Toblerone - e faz parte das fortificações chamadas "de fronteira". Trata-se na realidade da linha fortificada mais ocidental de todo o dispositivo e em arco de círculo. Entre os elementos mais notáveis é preciso assinalar a camuflagem da Villa Rose e da Villa Verte assim como as numerosas capoeiras ao longo do traçado dos blocos anticarros .

### Posicionamento
Lista das diferentes defesas no cantão de Vaud e cantão de Genebra com imagens exteriores e interiores de algumas obras : 

## Uso posterior à Segunda Guerra Mundial
A Suíça continua a manter linhas de dentes de dragão em certas zonas estratégicas, bem como tem estradas equipadas com dentes de dragão que podem ser rapidamente colocados em linhas defensivas que atravessam as próprias estradas. 
Existem também dentes de dragão em certos setores da Zona Desmilitarizada da Coreia e em certos territórios da ex-Iugoslávia. Hoje em dia, também são, ocasionalmente designados como "dentes de dragão" alguns tipos de obstáculos de uso civil, como postes ou pinos colocados no solo para impedir o acesso de veículos

## Documentação
- «Arma Suisse» (PDF) (em francês). PDF